# Vila Maria (distrito de São Paulo)
Vila Maria é um distrito localizado na Zona Norte do município de São Paulo. Boa parte da economia do bairro é proveniente das atividades relacionadas com logística e transporte de cargas, devido à grande quantidade de empresas do setor localizadas na região. Foi o primeiro e principal reduto eleitoral do político e ex-presidente da República do Brasil, Jânio da Silva Quadros. O bairro também é famoso pela escola de samba Unidos de Vila Maria e mais recentemente a escola de samba caçula do carnaval paulistano a Acadêmicos de São Jorge
Vanguarda Paulistana - Vila Maria foi também um dos epicentros do movimento de renovação musical que marcou a década de 1980 em São Paulo, denominado Vanguarda Paulistana pela jornalista e acadêmica da USP Marilia Pacheco Fiorillo. Centrado no teatro Lira Paulistana, teve Arrigo Barnabé e Itamar Assunção, dentre seus artistas de destaque. Um dos pioneiros no movimento, na Vila Maria, foi Dari Luzio com seu LP Bastardo, membro dos Pracianos, artistas da Vila Maria que se reuniam na Praça Santo Eduardo.
Os bairros do distrito de Vila Maria, são: Vila Maria; Jardim Japão; Vila Maria Alta; Vila Maria Baixa; Parque Vila Maria; Parque Novo Mundo; Jardim Andaraí; Conjunto Promorar Vila Maria.

## História

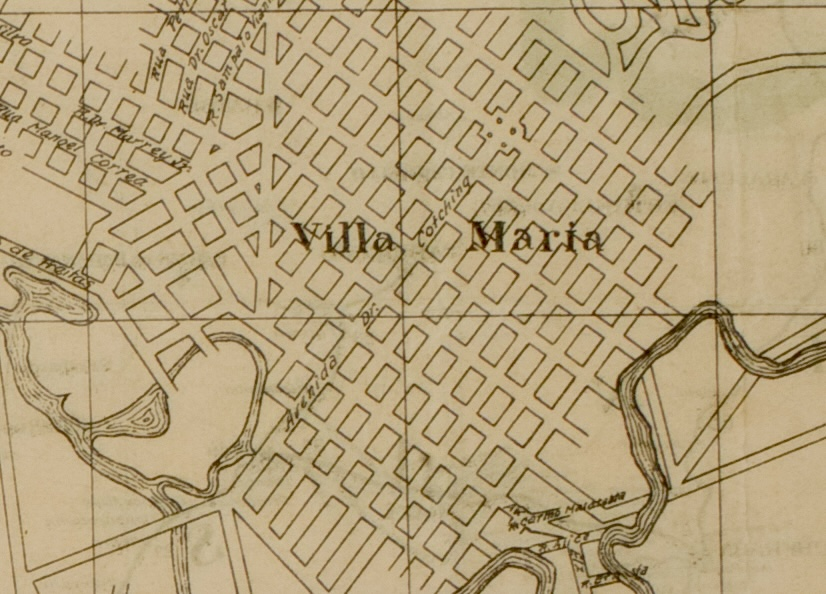
Traçado do distrito, mapa oficial da cidade em 1929

No início do século XX, a região norte de São Paulo, onde hoje está situado o bairro de Vila Maria era formada por charcos de terra preta e capinzais. Era separado do bairro do Belenzinho pelo Rio Tietê.
Basicamente, havia uma grande área no mapa da cidade de São Paulo, além do Rio Tietê, que mostrava a região já denominada como Sant´Anna.
Na época, era comum o transporte de barco, já que a região era cheia de lagoas, nas quais os moradores podiam pescar e o rio Tietê era a ligação da região com o restante da capital.
Em 1918, foi construída uma ponte de madeira na região. Porém, por muitos anos, os barcos continuaram em uso devido às inundações.
Os habitantes do Belenzinho e bairros adjacentes, a exemplo da grande maioria dos habitantes de São Paulo, utilizavam-se para locomoção e transporte de veículos com tração animal. O alimento básico desses animais era o capim. Pelo fato da região onde hoje se situa Vila Maria ser um manancial inesgotável de capim, alguns "comerciantes" atravessavam o Rio Tietê com seus carroções e os carregavam com feixes de capim que eram depois vendidos às pessoas que possuíam animais de tração. Era o combustível da época.
No começo dos anos 1920, a chegada da energia elétrica, dos bondes elétricos e a construção da Igreja Nossa Senhora dos Navegantes colaboraram para a urbanização da região, que foi acentuada anos mais tarde com a construção de concreto da Ponte da Vila Maria.
Uma das poucas construções que remontam a épocas anteriores à formação do bairro é a chácara de Dom Pedro que era situada onde hoje é a Rua Dr. Edson de Melo com Rua Araritaguaba, indo até a Rua Nova Prata. Hoje, defronte onde era a chácara, está o sobrado que serviu de escritório para o piloto de Fórmula 1, Ayrton Senna da Silva.
Certa vez, num dos seus discursos em Vila Maria, Jânio Quadros, que iniciou com o indefectível "Povo de Vila Maria", acrescentou: "de Vila Maria Baixa, de Vila Maria Alta e, por que não, de Vila Maria do Meio". Foram muitas risadas e aplausos.
Vila Maria foi servida durante anos por duas linhas de bonde que tinham ponto inicial na Praça da Sé. O número 34 que ia até a Praça Santo Eduardo e o número 67 que ia até a Praça Cosmorama.
Vila Maria já teve vários cinemas. O cine Vila Maria, na Avenida Guilherme Cotching com Rua Andaraí, o Cine Centenário na parte mediana da mesma avenida, o Cine Candelária, na mesma avenida com Rua da Gávea e o Cine Singapura na Avenida Alberto Byingthon.
Na época da inauguração da Rodovia Presidente Dutra era motivo de distração dos moradores da parte alta da Vila Maria, que tinham vista até a rodovia, ficar contando os poucos carros que trafegavam por ela. Faziam apostas de qual sentido de direção passariam mais veículos.

## Demografia
Evolução demográfica do distrito de Vila Maria

## Distritos e municípios limítrofes
- Guarulhos (Nordeste)
- Vila Medeiros (Norte)
- Vila Guilherme (Oeste)
- Penha (Leste)
- Tatuapé (Sul)
- Belém (Sudoeste)